# Anders Jalkéus
Anders Jalkéus, född den 18 augusti 1962, är en svensk sångare. Jalkéus var med och grundade a cappella-gruppen The Real Group 1984 och var dess bas till och med 2015.
Anders Jalkéus är uppvuxen i Tyresö kommun utanför Stockholm och blev tidigt introducerad till folkmusik av sina föräldrar. Han började spela piano och fiol vid sex års ålder och började vid tio års ålder i Adolf Fredriks Musikklasser i Stockholm där det stora intresset för sång grundlades. 
Efter två års studier vid Kungliga Tekniska Högskolan beslutade Jalkéus sig för att söka till musiklärarutbildningen vid Kungliga Musikhögskolan i Stockholm där han antogs 1984. Där bildade han tillsammans med Anders Edenroth, Peder Karlsson, Katarina Henryson och Margareta Bengtson sånggruppen The Real Group. År 1987 antogs Jalkéus till den klassiska solosångsutbildningen vid KMH och samma år antogs The Real Group till diplomutbildningen och 1989 avslutade de som första vokalgrupp någonsin diplomexamen och tilldelades Kungliga Musikhögskolans belöningsjetong. År 1986 tog Anders Jalkéus kantorsexamen. Under denna period odlade Jalkéus även sitt stora intresse för körsång och sjöng i många av Stockholms körer, däribland Mikaeli Kammarkör (Anders Eby), Adolf Fredriks Bachkör (Anders Öhrwall), Eric Ericsons Kammarkör (Eric Ericson) och Radiokören (Gustaf Sjökvist, Tõnu Kaljuste). 
Mellan åren 1984 och 2015 har Jalkéus varit verksam som sångsolist och som sångare med The Real Group och har turnerat i stora delar av världen. År 1997 tilldelades Anders Jalkéus pris i klassen som "Bästa manliga solist" av "The Contemporary A cappella Society of America (CASA)" för sin sång på skivan Live in Stockholm (Jazz-Live). Anders Jalkéus anlitas flitigt som solosångare och organist. 
Jalkéus var tidigare gift med Margareta Bengtson (Jalkéus).